# Усана II
Усана II (Уса, Тезана) (*д/н — 520) — цар Аксуму в 500—520 роках.

## Життєпис
Син царя Ели-Аміди. Спадкував другому братові Незолу. Відомий насамперед через свої золоті монети. Погруддя царя викарбовано по обидва боки його монет. На аверсі присутній напис: OYCAC BACILEYC («Усас, цар»), на реверсі — THEOY EYXAPICTIA («з ласки Божої»).
У 515 або 517 році повсталий Зу Навас захопив владу в царстві Хим'яр. Прихильники Аксуму в Аравії до 518 року зазнали поразки, внаслідок чого було втрачено будь-які володіння там. Помер Усана II 520 року. Трон спадкував його син Калеб.